# پوسته نرم‌تنان

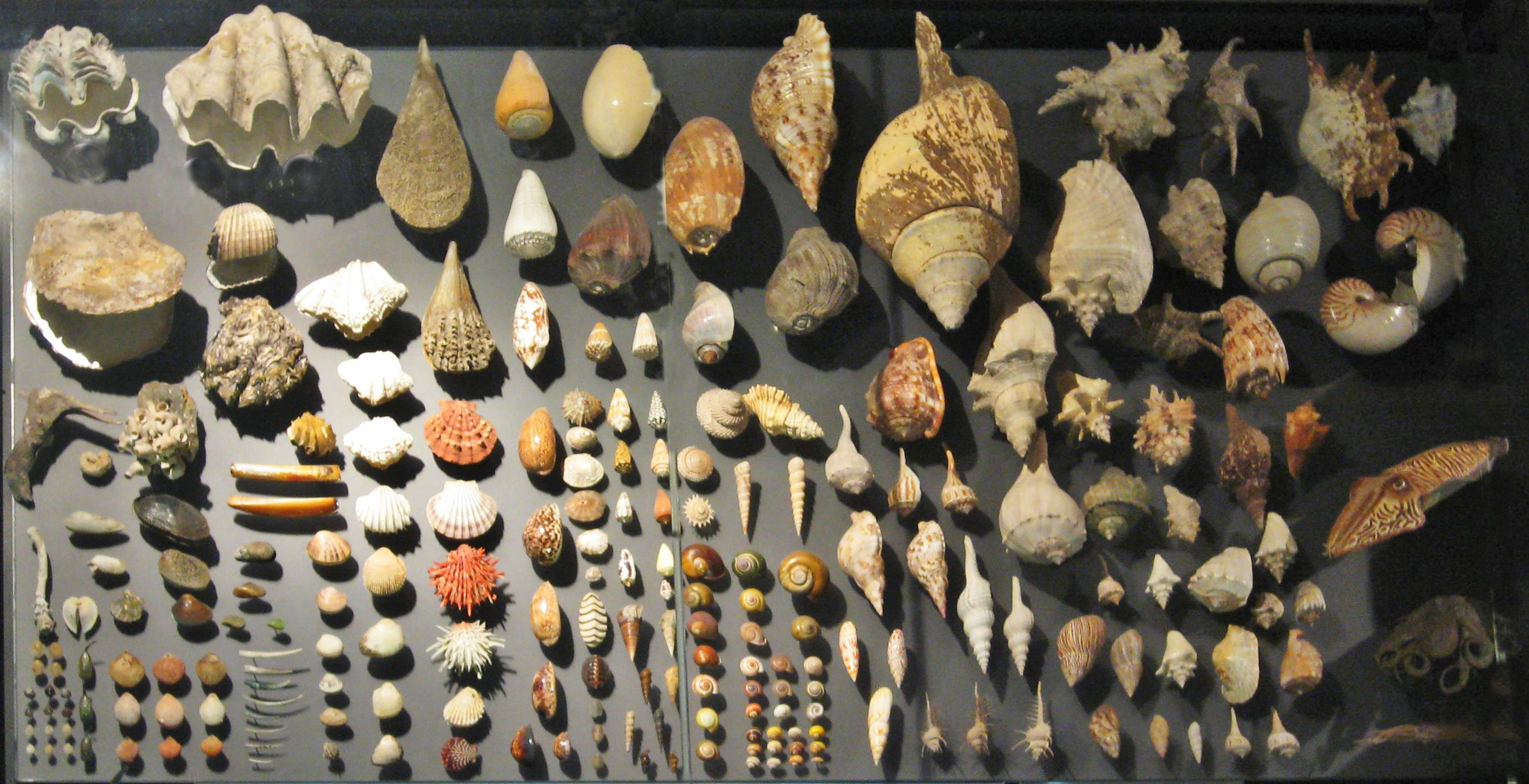
پوسته‌هایی از نرم‌تنان در موزه طبیعی برلین

پوسته نرم‌تنان (انگلیسی: Mollusc shell) یا صدف نرم‌تنان عبارت است از یک استخوان‌بندی بیرونی آهکی که بخش‌های نرم جانوران شاخهٔ نرم‌تنان از جمله حلزون، صدف دوکفه‌ای و ناوپایان را محصور، حمایت و محافظت می‌کند. همهٔ نرم‌تنان پوسته‌دار در درون دریا زندگی نمی‌کنند و بسیاری از آنها روی زمین یا پهنه‌های آب شیرین زندگی می‌کنند. تصور بر این است که نرم‌تن اجدادی، دارای پوسته بوده‌است اما متعاقباً و در برخی خانواده‌ها مانند ماهی مرکب، هشت‌پا و برخی گروه‌های کوچکتر مثل سپرپایان و شیارشکمان این پوسته از بین رفته یا کاهش یافته‌است.
تجزیه و تحلیل لایه‌بندی پوسته‌های نرم‌تنان فسیلی مربوط به ۷۰ میلیون سال پیش - در دوره کرتاسه پسین - نشان می‌دهد که در آن مقطع، ۳۷۲ روز در سال وجود داشته‌است و بنابراین، طول روز حدود ۲۳/۵ ساعت در آن زمان بوده‌ که می‌تواند بیانگر شتاب جزر و مدی بوده باشد.